# Festival Internacional de Cinema de Macau
O Festival Internacional de Cinema de Macau (em chinês: 澳門國際電影節) é um festival internacional de cinema realizado em Macau, China. A primeira edição do festival foi realizada entre 26 de dezembro de 2009 e 2 de janeiro de 2010. É organizado por Xu Chao Ping, pela Associação de Filme, Televisão e Média de Macau e pelo Centro Internacional de Comunicação Cultural da China. O principal galardão do festival é o Prémio Lótus de Ouro.

## Prémios concedidos
- Melhor filme
- Melhor realizador
- Melhor argumentista
- Melhor ator
- Melhor atriz
- Melhor ator secundário
- Melhor atriz secundária
- Melhor atriz revelação
- Melhor diretor de fotografia
- Melhor mistura de som
- Melhor documentário